# Радка Бобкова
Радка Бобкова (чеськ. Radka Bobková, нар. 12 лютого 1973) — колишня чеська професійна тенісистка.
Здобула два одиночні та два парні титули туру WTA.
Найвищу одиночну позицію світового рейтингу — 47 місце досягла 20 вересня 1993, парну — 59 місце — 14 серпня 1995 року.
Завершила кар'єру 2001 року.

## Фінали Туру WTA

### Одиночний розряд 2 (1-1)
| Легенда           |   |
| Grand Slam        | 0 |
| WTA Championships | 0 |
| Tier I            | 0 |
| Tier II           | 0 |
| Tier III          | 0 |
| Tier IV & V       | 1 |

| Результат | №  | Дата     | Турнір                                                | Покриття | Опонент       | Рахунок       |
| --------- | -- | -------- | ----------------------------------------------------- | -------- | ------------- | ------------- |
| Перемога  | 1. | Тра 1993 | Belgian Open, Бельгія                                 | Ґрунт    | Карін Кшвендт | 6–3, 4–6, 6–2 |
| Перемога  | 2. | Лип 1993 | Internazionali Femminili di Tennis di Palermo, Італія | Ґрунт    | Марі П'єрс    | 6–3, 6–2      |

### Парний розряд 4 (2–2)
| Результат | №  | Дата     | Турнір                                                | Покриття | Партнер            | Опоненти                         | Рахунок       |
| --------- | -- | -------- | ----------------------------------------------------- | -------- | ------------------ | -------------------------------- | ------------- |
| Перемога  | 1. | Тра 1993 | Belgian Open, Бельгія                                 | Ґрунт    | Марія Хосе Гайдано | Анн Девріє Домінік Монамі        | 6–4, 2–6, 7–6 |
| Перемога  | 2. | Лип 1995 | Internazionali Femminili di Tennis di Palermo, Італія | Ґрунт    | Петра Лангрова     | Петра Шварц Катарина Студеникова | 6–4, 6–1      |
| Поразка   | 3. | Тра 1996 | Hungarian Ladies Open, Угорщина                       | Ґрунт    | Ева Меліхарова     | Катріна Адамс Деббі Грем         | 3–6, 6–7      |
| Поразка   | 4. | Сер 1997 | Gastein Ladies, Австрія                               | Ґрунт    | Вілтруд Пробст     | Ева Меліхарова Гелена Вілдова    | 2–6, 2–6      |

## Фінали ITF

### Одиночний розряд (5–3)
| Легенда         |
| --------------- |
| $75,000 турніри |
| $50,000 турніри |
| Турніри $25,000 |
| Турніри $10,000 |

| Результат | №  | Дата           | Турнір                              | Покриття | Опонент                   | Рахунок          |
| --------- | -- | -------------- | ----------------------------------- | -------- | ------------------------- | ---------------- |
| Перемога  | 1. | 23 квітня 1990 | Sutton, Велика Британія             | Ґрунт    | Каріна Габшудова          | 3–6, 7–5, 7–6(5) |
| Перемога  | 2. | 7 травня 1990  | Суонсі, Велика Британія             | Ґрунт    | Каріна Габшудова          | 7–5, 7–5         |
| Перемога  | 3. | 20 травня 1991 | Катовиці, Польща                    | Ґрунт    | Nike Dobrovits            | 6–4, 4–6, 6–3    |
| Поразка   | 4. | 10 червня 1991 | Мондорф-ле-Бен (комуна), Люксембург | Ґрунт    | Надін Ерцегович           | 6–7, 5–7         |
| Поразка   | 5. | 6 квітня 1992  | Казерта, Італія                     | Ґрунт    | Катержина Крупова-Шишкова | 4–6, 2–6         |
| Перемога  | 6. | 10 серпня 1992 | Сопот (Польща), Польща              | Ґрунт    | Марія Страндлунд          | 6–4, 4–6, 6–4    |
| Перемога  | 7. | 25 серпня 1997 | Орбетелло, Італія                   | Ґрунт    | Алісія Ортуньйо           | 6–2, 6–4         |
| Поразка   | 8. | 10 серпня 1998 | Братислава, Словаччина              | Ґрунт    | Марія Санчес Лоренсо      | 6–3, 2–6, 2–6    |

### Парний розряд (5–6)
| Результат | №   | Дата            | Турнір                              | Покриття | Партнер          | Опоненти                                   | Рахунок       |
| --------- | --- | --------------- | ----------------------------------- | -------- | ---------------- | ------------------------------------------ | ------------- |
| Поразка   | 1.  | 2 жовтня 1989   | Шибеник (місто), Yugoslavia         | Ґрунт    | Петра Рацлавська | Гелен Йонссон Malin Nilsson                | 5–7, 7–5, 4–6 |
| Поразка   | 2.  | 9 жовтня 1989   | Bol, Yugoslavia                     | Ґрунт    | Петра Рацлавська | Івана Янковська Ева Меліхарова             | 3–6, 6–3, 2–6 |
| Перемога  | 3.  | 23 квітня 1990  | Sutton, Велика Британія             | Ґрунт    | Гелена Вілдова   | Lisa Keller Робін Модслі                   | 7–6(8), 6–3   |
| Перемога  | 4.  | 10 червня 1991  | Мондорф-ле-Бен (комуна), Люксембург | Ґрунт    | Ана Сегура       | Дениса Крайчовичова Генріке Кадзідрога     | 6–1, 6–4      |
| Перемога  | 5.  | 15 липня 1991   | Карлові Вари, Czechoslovakia        | Ґрунт    | Каріна Габшудова | Катержина Крупова-Шишкова Markéta Štusková | 6–1, 6–3      |
| Поразка   | 6.  | 30 березня 1992 | Монкальєрі, Італія                  | Ґрунт    | Яна Поспішилова  | Олена Макарова Катержина Крупова-Шишкова   | 4–6, 6–2, 2–6 |
| Перемога  | 7.  | 6 квітня 1992   | Казерта, Італія                     | Ґрунт    | Яна Поспішилова  | Естефанія Боттіні Вірхінія Руано Паскуаль  | 6–3, 2–6, 7–6 |
| Поразка   | 8.  | 13 вересня 1993 | Карлові Вари, Чехія                 | Ґрунт    | Петра Лангрова   | Каріна Габшудова Лариса Савченко-Нейланд   | 3–6, 4–6      |
| Поразка   | 9.  | 4 серпня 1997   | Сопот (Польща), Польща              | Ґрунт    | Ленка Немечкова  | Светлана Кривенчева Олена Татаркова        | 6–7, 3–6      |
| Перемога  | 10. | 22 вересня 1997 | Салоніки, Греція                    | Ґрунт    | Яна Поспішилова  | Марія Головизніна Євгенія Куликовська      | 6–2, 6–3      |
| Поразка   | 11. | 6 квітня 1998   | Ешторіл, Португалія                 | Ґрунт    | Кароліна Шнайдер | Каролін Денін Емілі Луа                    | 2–6, 3–6      |